# Dicranota (Rhaphidolabis) macracantha
Dicranota (Rhaphidolabis) macracantha is een tweevleugelige uit de familie Pediciidae. De soort komt voor in het Palearctisch gebied.